# Монтіселло (округ Лафаєтт, Вісконсин)
Монтіселло (англ. Monticello) — місто (англ. town) в США, в окрузі Лафаєтт штату Вісконсин. Населення — 138 осіб (2020).

## Демографія
Згідно з переписом 2010 року, у місті мешкали 133 особи в 49 домогосподарствах у складі 37 родин. Було 55 помешкань
Расовий склад населення:
| - 96,2 % — білих - 3,8 % — осіб інших рас |

До двох чи більше рас належало 0,0 %. Частка іспаномовних становила 3,8 % від усіх жителів.
За віковим діапазоном населення розподілялося таким чином: 26,3 % — особи молодші 18 років, 62,4 % — особи у віці 18—64 років, 11,3 % — особи у віці 65 років та старші. Медіана віку мешканця становила 42,5 року. На 100 осіб жіночої статі у місті припадало 107,8 чоловіків;  на 100 жінок у віці від 18 років та старших — 113,0 чоловіків також старших 18 років.
Середній дохід на одне домашнє господарство  становив 117 475 доларів США (медіана — 76 250), а середній дохід на одну сім'ю — 163 894 долари (медіана — 87 500). Медіана доходів становила 55 417 доларів для чоловіків та 37 083 долари для жінок. За межею бідності перебувало 15,8 % осіб, у тому числі 18,4 % дітей у віці до 18 років та 37,5 % осіб у віці 65 років та старших.
Цивільне працевлаштоване населення становило 67 осіб. Основні галузі зайнятості: освіта, охорона здоров'я та соціальна допомога — 32,8 %, сільське господарство, лісництво, риболовля — 17,9 %, транспорт — 10,4 %, виробництво — 10,4 %.